# Kenya Airways
Kenya Airways Ltd., thường được biết đến nhiều hơn với tên Kenya Airways là hãng hàng không quốc gia Kenya. hãng được thành lập năm 1977 sau khi giải thể hãng East African Airways. Hãng có trụ sở tại Embakasi, thủ đô Nairobi với trung tâm hoạt động hàng không tại sân bay quốc tế Jomo Kenyatta.
Hãng đã thuộc 100% sở hữu của chính phủ Kenya cho đến Tháng 4 năm 1995, khi hãng được tư nhân hóa vào năm 1996, trở thành hãng hàng không quốc gia châu Phi đầu tiên tư nhân hóa thành công. Kenya Airways hiện là hãng hợp doanh công-tư. Cổ đông lớn nhất là KLM (26%), tiếp theo chính phủ Kenya, nắm giữ 23% cổ phần công ty. Phần cổ phần còn lại thuộc các cổ đông tư nhân; cổ phần được giao dịch tại Sở giao dịch chứng khoán Nairobi, Sở giao dịch chứng khoán Dar-es-Salaam, và Sở giao dịch chứng khoán Uganda. Công ty vận chuyển hàng hóa African Cargo Handling Limited thuộc sở hữu hoàn toàn của Kenya Airways; các công ty thuộc sở hữu một phần gồm có Kenya Airfreight Handling Limited, chuyên vận chuyển hàng dễ hỏng và có 51% cổ phần của hãng, và hãng hàng không Tanzania Precision Air (sở hữu 49%).
Kenya Airways được nhiều người xem là hãng hàng không hàng đầu cận Sahara. Hãng đã trở thành thành viên đầy đủ của SkyTeam vào Tháng 6 năm 2010, và cũng là một thành viênn của Hiệp hội các hãng hàng không châu Phi từ năm 1977.

## Lịch sử

Máy bay Boeing 737-700 của Kenya Airways ở sân bay quốc tế Dubai năm 2004.

Kenya Airways được thành lập bởi Chính phủ Kenya ngày 22 tháng 1, năm 1977, sau sự tan vỡ của Cộng đồng Đông Phi và hậu quả của sự sụp đổ của East African Airways (EAA). Hãng bắt đầu hoạt động vào ngày 04 tháng 2 năm 1977, với 2 máy bay Boeing 707–321 thuê từ British Midland AirwaysBritish Midland Airways.. Aer Lingus hỗ công ty với hỗ trợ kỹ thuật và quản lý trong những năm đầu. Hãng cũng được thừa hưởng hai Douglas DC-9-32 và hai Fokker F27-200 từ EAA. Năm sau, công ty đã thành lập một công ty con điều lệ là Kenya Flamingo Airlines, cho thuê máy bay từ hãng hàng không mẹ để hoạt động hành khách quốc tế và dịch vụ vận chuyển hàng hóa.
Năm 1986, Sessional Paper Number 1 được công bố bởi Chính phủ Kenya, vạch ra nhu cầu phát triển kinh tế và tăng trưởng đất nước. Tài liệu nhấn mạnh ý kiến của chính phủ rằng các hãng hàng không sẽ là tốt hơn nếu sở hữu bởi những lợi ích tư nhân, do đó dẫn đến nỗ lực đầu tiên để tư nhân hóa hãng hàng không này. Chính phủ bổ nhiệm Philip Ndegwa là Chủ tịch Hội đồng quản trị vào năm 1991, với các mệnh lệnh cụ thể để làm cho các hãng hàng không một công ty thuộc sở hữu tư nhân. Trong năm 1992, cải cách doanh nghiệp công đã được công bố, cho Kenya Airways quyền ưu tiên giữa các công ty quốc gia ở Kenya được tư nhân hóa.
Trong năm tài chính 1993-1994, hãng đã có lợi nhuận đầu tiên kể từ khi bắt đầu thương mại hóa. Ngoài ra, năm 1994 International Finance Corporation được chỉ định cung cấp sự trợ giúp trong quá trình tư nhân hóa, mà có hiệu quả bắt đầu vào năm 1995 British Airways, KLM, Lufthansa và South African Airways, tất cả quan tâm đến Kenya Airways. KLM cuối cùng đã được trao quyền tư nhân hóa của công ty, cơ cấu lại các khoản nợ và đã thực hiện một tổng công ty thỏa thuận với hãng hàng không Hà Lan mua 26% cổ phần, trở thành cổ đông lớn nhất kể từ đó. Chính phủ Kenya giữ 23% cổ phần trong công ty, 51% còn lại bán cho công chúng, tuy nhiên các cổ đông không phải người Kenya có thể sở hữu đến 49% số cổ phần hãng hàng không này. Cổ phiếu được lưu hành ra công chúng trong Tháng 3 năm 1996, và hãng hàng không bắt đầu giao dịch trên Sở Giao dịch Chứng khoán Nairobi Sau khi tiếp quản, Chính phủ Kenya vốn hóa vốn 70.000.000 đô la Mỹ (130.613.198 đô la Mỹ vào năm 2022), trong khi hãng hàng không đã được trao một khoản vay 15 triệu USD từ IFC để hiện đại hóa đội tàu bay của mình.